# ダブルスタックカー

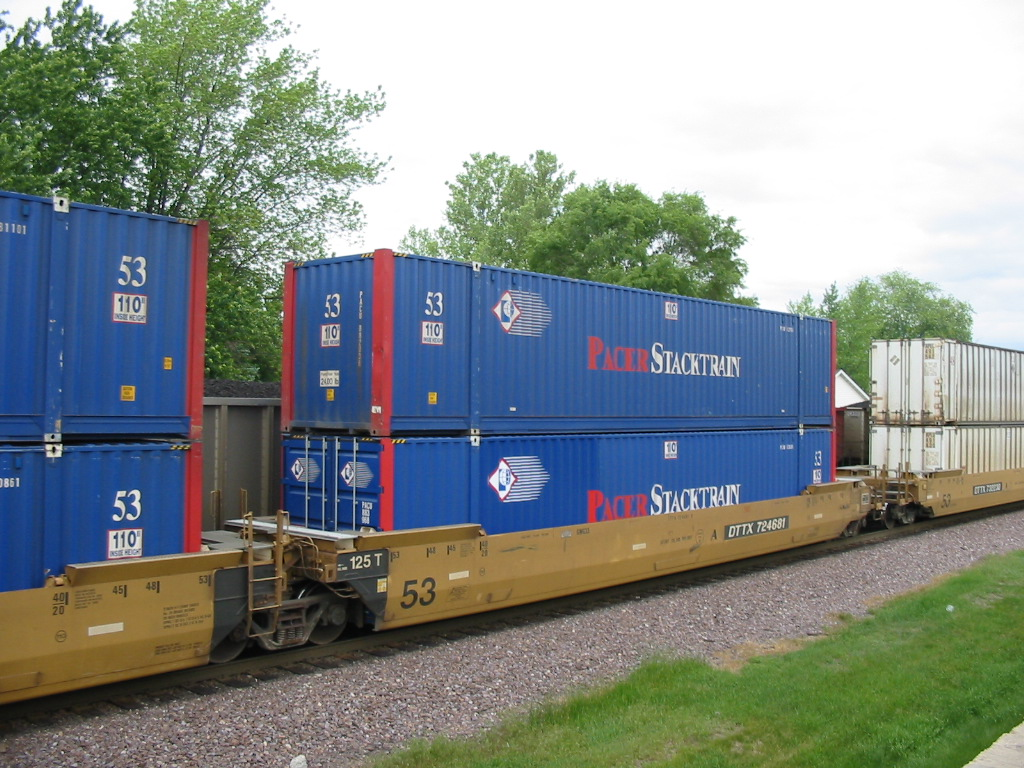
TTX社（:en:TTX Company）所有のダブルスタックカー。車両はガンダーソン Maxi-IV。コンテナはペーサー・スタックトレイン（:en:Pacer Stacktrain）所有。

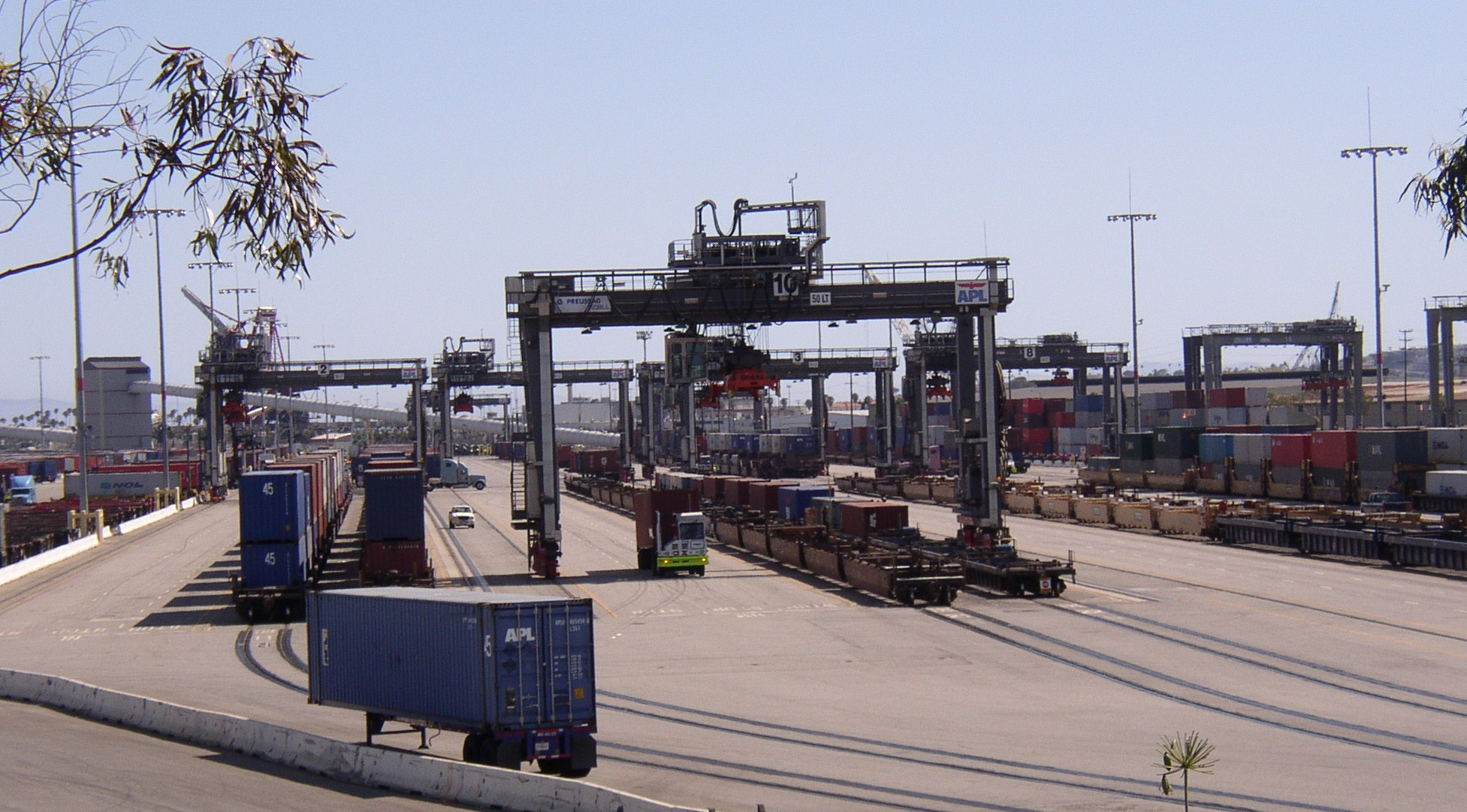
カリフォルニア州のロングビーチ港。コンテナ船から下ろされたコンテナが、コンテナターミナルでダブルスタックカーに積み替えられている。貨物列車はここからロサンゼルス中心部の鉄道ターミナルまでアラメダ・コリドーという貨物専用線を経て運ばれ、ロサンゼルス鉄道ターミナルから全米へ輸送される

ダブルスタックカー（英 double-stack car）は、インターモーダル輸送用の物流コンテナを輸送する鉄道車両の一種で、1両に付き2つのコンテナを、1つをもう1つの上に重ねる形で搭載する貨車である。
また、その井戸(well)のようなくぼみが用意されていることから「ウェルカー」(well car)とも呼ばれる。
台車の間を低くして、通常のコンテナ車よりレールに近い位置にコンテナを搭載できるようにすることで、これを可能にしている。十分な車両限界の高さがあるルートでは、2段目のコンテナを載せて走らせることができる。上のコンテナは、車両から直接固定するか、あるいはコネクタを用いてコンテナ同士で固定する。
ダブルスタックカーを連結して走らせる列車のことをダブルスタックトレイン（英 double stack train）と呼ぶ。
ダブルスタックカーを使うことの利点は、限られた列車長の中でより多くの貨物を輸送することができ、また空車重量を減らすことができる点である。
ダブルスタックカーは、インターモーダル輸送が盛んで、電化があまり行われていないために車両限界に余裕のある北アメリカでよく用いられている。

## 歴史
ダブルスタックカー（ウェルカー）のアイデアは、1977年に大手コンテナ船海運会社シーランドの創始者マルコム・マクリーンと、サザン・パシフィック鉄道（SP）が考案した。同年、サザン・パシフィックは鉄道車両製造会社アメリカン・カー・アンド・ファウンドリー（AC&F, en:American Car and Foundry Company）とともに最初のダブルスタックカーを設計している。
ダブルスタックカーが鉄道業界やコンテナ運送業界の標準となるまでの歩みは遅かったが、1984年に大手海運会社アメリカン・プレジデント・ラインズがサザン・パシフィック鉄道との協力を開始し、同年に西海岸のロサンゼルス港から東海岸の物流拠点ニュージャージー州サウスカーニーまですべてダブルスタックカーからなる貨物列車を運行させたことで一気に広がった。この列車はサザン・パシフィック鉄道と東海岸のコンレールにまたがって走っていた。東アジアからアメリカ合衆国への輸入が増えるにつれ、コンテナ船はパナマ運河を通れない超パナマックス船が主流となり、東アジアからの船が入港する西海岸のハブ港湾からアメリカ内陸部や東海岸へのコンテナ複合一貫輸送には、一気に大量のコンテナを運べるダブルスタックカーがフル活用されるようになった。

## ユニット編成

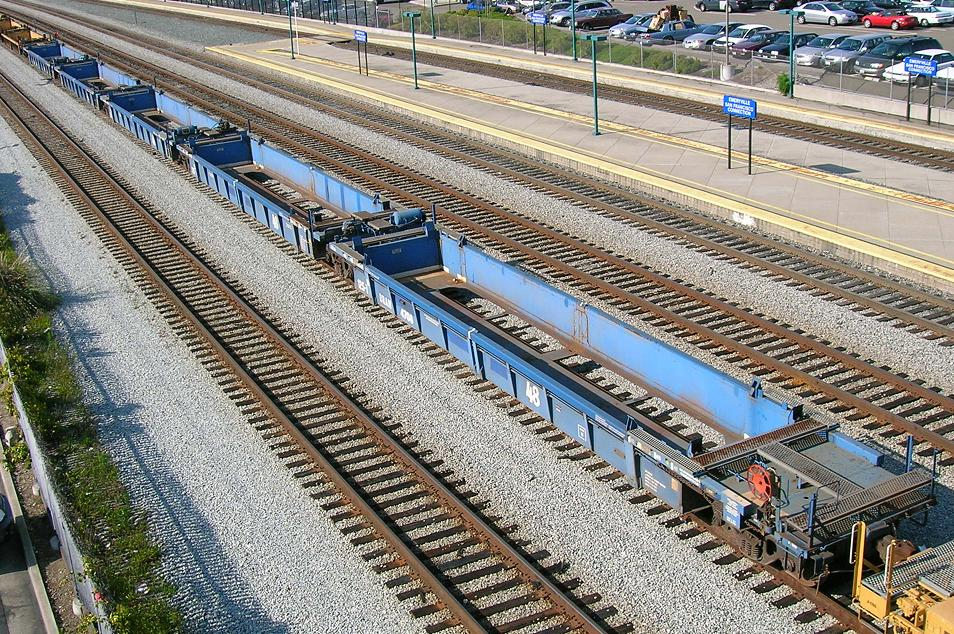
連節式のダブルスタックカーのユニット編成。5つの48フィートコンテナ搭載位置がある。スロール社（:en:Thrall Car Manufacturing）が製作し、ペーサースタックトレインが所有している車両。

ダブルスタックカーはコンテナ搭載位置が1つのものがよく造られ、またそれを3つか5つ連結、または連節したユニット編成がよく見られる。
多くの場合で、ユニット編成は連結棒で繋がれていてそれ全体で1つの車番を持っている。
アメリカでは、ユニット編成の場合、ユニットを構成している車両はアルファベットで識別され、一番端の車両がA、その反対側の端の車両がBである。全ての鉄道車両でA端とB端が区別されており、B端は通常ブレーキ装置が位置している側である。複数の連節車体で構成されている場合、中間の車体はC、D、Eと呼称される。
ダブルスタックカーは鉄道会社のほか、海運会社やリース会社などが保有するが、実際の運用は会社間で「使い回し」になる場合がほとんどである。
そのために様々な会社が所有する貨車、サイズや形態が異なる貨車が同じ編成に連結されたり、貨車と積荷のコンテナがライバル関係だったりする例が日常的に見られる。

## 搭載サイズ
ダブルスタックカーの大きさは、搭載するコンテナに応じて様々である。下段に40フィート、48フィート、53フィートを積めるものが最も一般的である。48フィート以上のものであれば(日本では道路交通法の関係で本船や港以外ではまず見かけないが)45フィートを下段に搭載する例も多い。搭載位置の大きさは、よく大きな数字で車体の横に記載されており、荷役従事者が適切な装置を使って荷役できるように配慮されている。
搭載位置の長さが搭載したいコンテナより短い時には、搭載位置にぴったりのコンテナを1段目に置き、大きなコンテナをその上に置くということがよく行われる。多くの場合、2つの20フィートISOコンテナを1段目に搭載することができるようになっている。
セミトレーラをコンテナと同じように搭載できるような締結装置を備えている車両もある。多目的ダブルスタックカーと呼ばれる。
貨車のサイズは標準的な40フィート対応から始まり、後に下段にも海上コンテナより大型の「ドメスティック・コンテナ」も積めるようにした48フィート、さらに53フィート対応のものまで造られるようになった。
だが、このような大型のダブルスタックカーは、海上コンテナ主体の列車では編成長・重量の点でかなりの無駄が生じているのも事実である。
近年は下段40フィートクラスの海上コンテナ用と、53フィートの陸上コンテナ用との両極化が進んでいる。そのため中途半端な存在になった下段48フィート対応車を、40フィートサイズに切り詰める、または逆に53フィートサイズに延長して、運用の効率化を図る改造が進められている。(海上コンテナ仕様車は上段には40フィートコンテナと1両ごとに交互する形で、48・53フィートコンテナの積載が可能)

### オンライン
- DOUBLE STACK CARS - ダブルスタックカーのリスト、様々なデータ （英語）
- RR Picture Archives - Rolling Stock Category: Double Stack Car （英語）

### 雑誌文献
- Bontrager, David A. "Articulated double stacks: a prototype overview", Model Railroading June 1993 p.24-29
- Bontrager, David A. "The Newest Prototype Well Cars: An Abundance of Kitbashing Possibilities", Model Railroading Aug 1997 p.46-49
- Casdorph, David G. and Ed McCaslin "Gunderson's Husky-Stack: The Prototype and Detailing A-Line's HO Model", Model Railroading Oct 1995 p.32-37
- Casdorph, David G. "NSC 53' Drawbarred Well Car Roster and Pictorial", Model Railroading Aug 2002 p.30-33
- Durrenberger, Cyril "SP/ACF double stack cars", Model Railroader Oct. 1983 p.83-93
- Fortenberry, Curt & Bill McKean "APL Container Car", Mainline Modeler Feb. 1987 p.65-69
- Fortenberry, Curt & Robert L. Hundman "APL container car part II the brake system", Mainline Modeler Mar. 1987 p.78-81
- Geiger, Doug "Thrall Double-Stacks: Three-Well DTTX Drawbar-Connected Car", Model Railroading Oct 1994 p.50-55
- Geiger, Doug "Gunderson Husky Stack Three-Well BN Drawbar-Connected Car", Model Railroading Jul 1995 p.48-53
- Geiger, Doug "Gunderson Maxi-Stack IIIs Part I: The Prototype", Model Railroading Dec 1995 p.58-63
- Geiger, Doug "Maxi-Stack Well Car Part I: The Prototype", Model Railroading Apr 1997 p.28-31
- Hundman, Robert L & Curt Fortenberry "APL 45-foot container car", Mainline Modeler May 1987 p.54-57
- Mansfield, Jim "Thrall Five-Unit Double-Stack Car - Series TWG50J", Model Railroading Oct 1993 p.19-23
- Mansfield, Jim "Thrall Five-Unit Double-Stack Car - Series APLX 5000", Model Railroading Nov 1993 p.24-25, 27-31
- Panza, Jim & Chuck Yungkurth "Thrall's double-stack cars", Railroad Model Craftsman Jan 1989 p.89-98
- Panza, Jim & Bruce Keating "The Gunderson Husky-Stack well car", Railroad Model Craftsman July 1992 p.71-75
- Panza, Jim & William Halliar "Thrall stand-alone and drawbar connected well cars", Railroad Model Craftsman Oct. 1992 p.64-68